# James Hiroyuki Liao
James Hiroyuki Liao est un acteur américano-japonais né à Bensonhurst, Brooklyn, dans l'État de New York. Il est connu pour son rôle de Roland Glenn dans la série Prison Break et celui de Jay Lee dans la série Unforgettable.

## Filmographie

### Cinéma
- 2008 : Love Manager : Al
- 2011 : World Invasion: Battle Los Angeles : Caporal Steven Mottola
- 2012 : Frankenweenie : Toshiaki (voix)
- 2013 : Star Trek Into Darkness : Officier de pont de l'U.S.S. Vengeance
- 2021 : Snake Eyes : Yasuzo

### Télévision

#### Téléfilm
- 2006 : Hard Luck : Middleman : Chang
- 2010 : All Signs of Death : Dingbang
- 2012 : Applebaum : Tze Lin
- 2016 : Four Stars : Eddie Chang

#### Série télévisée
- 2004 : New York, police judiciaire : Bobby Ito (Saison 14 épisode 22)
- 2004 : Les Experts : Miami : Assistant (Saison 2 épisode 23)
- 2005 : New York, cour de justice : Eddie Perkins (Saison 1 épisode 4)
- 2007 : Bones : Assistant du médecin légiste (Saison 2 épisode 14)
- 2007-2008 : Les Experts : Eric Hong (Saison 7 épisode 15 et Saison 8 épisode 11)
- 2008 : The Shield : Llewellyn Wang (Saison 7 épisode 5)
- 2008 : Prison Break : Roland Glenn (Saison 4 épisode 2 à 8)
- 2010 : 24 heures chrono : Devon Rosenthal (Saison 8 épisode 19, 20 et 22)
- 2011 : Dr House : Luca (Saison 7 épisode 23)
- 2013-2016 Unforgettable : Jay Lee
- 2016 : NCIS : Nouvelle-Orléans : Brandon Pierce (Saison 2 épisode 17)
- 2016 : Heartbeat : Rafe Tollefson (Saison 1 épisode 9)
- 2024 : Présumé innocent : Herbert Kumagai